# 騎士 (ファイブスター物語)
騎士（ナイト、きし）とは、永野護の漫画『ファイブスター物語』に登場する用語である。極めて高い反射速度と耐久性・筋力を持ち、モーターヘッド（新設定ではゴティックメード）を駆り戦場にて戦うことを生業としている人々を指す。ヘッドライナーともいうが、シリーズが進むにつれ死語化し「騎士」としか呼ばれなくなっていき、2013年の連載再開以降の新設定では、正式名称は「ウォーキャスター」で通称が「ヘッドライナー」および「騎士」という事となっている。どちらにせよ最も多用されている呼称は「騎士」となっている。一方、ゴティックメードのパイロットとしては「ヘッドライナー」という呼称が一般的である。
おおむね国家や各種騎士団・傭兵騎士団に所属する他、各地組織の用心棒などとして雇われることも多い。一般には自らのモーターヘッドとファティマを持つことが、騎士としての最低条件と見なされる。騎士は超帝國に誕生した騎士達の血を受け継いでいるが、その血を濃く受け継いでいる者らの能力は絶大で、純血の騎士として一般の騎士とは区別される場合がある。

## 騎士の起源
星団暦以前のAD世紀「ファロスディー・カナーン超帝国」の時代に、遺伝子改造によって生み出された戦闘人種「シバレース」および「リッター」を原種とする。彼ら戦闘人種の完成形は「純血の騎士」と呼ばれ、その余りに強力な戦闘能力のため額に「ハイブレン・コントロール」の紋章を刻まれ、「ハイブレン」を使うダイバーによって制御・支配されていた。

特に超帝国の泰皇帝の管理調整下で生まれてくる純血の騎士は「超帝国剣聖」という、より強大な力の持ち主であったが、後に第9代泰皇帝である炎の女皇帝と共にスタント遊星群に向かい、太陽王の元に残されたネッド・スバース以外の「超帝國剣聖」は行方不明となっている。

超帝國崩壊後、騎士の血は一般人との混血で薄まりながらも広まり、星団暦に入った頃には全ての人類に騎士の血が劣性遺伝として受け継がれており、全く騎士とは無関係と思える家系からも、時折ヨーン・バインツェルのような強力な騎士が誕生している。

逆に超帝国剣聖の血統で有りながらも一生涯騎士の血に目覚めなかったスジャータ・ルースの例もあることから判るように、騎士同士の組み合わせからすら確実に騎士が生まれる保証は無く、コーラス王家の様に直系嫡出子が必ず強力な騎士として生まれてくる様な例は、あくまで特殊例に過ぎない。

なお星団暦3031年（単行本第12巻）現在、前述の「超帝国剣聖」は2家系が現存している。

ひとつは「太陽王」及び「天照家」の元で長期間凍結され、星団歴2200年後半に覚醒した「最後の純血の騎士」である前述のネッド・スバース（ナッカンドラ・スバース）を祖とする家系。

もうひとつはAD世紀に超帝国剣聖スキーンズと超帝国の皇女ヤーン・バッシュ（新設定ではヤーン・ダッカス）という「純血の騎士」同士の自然受胎受精卵をL.E.D.ドラゴンが預かり、そこから星団暦2600年代にファティマを代理母として誕生したダグラス・カイエン（カイエン・バッシュ・カステポー）を祖とする家系である。

## 生物学的特徴
人間と比較して極めて高い反射速度と耐久性・筋力を持つ。男女共に総じて大柄な体格になる傾向があり、女性でも身長が2mを超える事は珍しくない（対して、体重は同身長帯の地球人よりやや軽量に収まる傾向がみられる）。無論、全員が大柄になる訳ではなく、160cm前後の小柄な騎士も存在するが、相対的に見れば少数派になる。騎士の能力と体格は必ずしも一致する訳ではない。また、騎士の能力が高いからといって、身体も頑健であるとは限らない。
騎士は貴族の家系に現れる事が多いと思われているが、「純血の騎士」の血は全星団に劣性遺伝として広く行き渡っており、約20万分の一と確率は低いものの庶民の中からも騎士が生まれることがある。逆に騎士同士では子供が出来るのは難しく、一般人との子供も含めて必ずしも騎士になるとは限らない（ただし例外もあり、コーラス王家の長子は間違いなく騎士の能力を持っている。またボォス星の少数民族であるミミバ族は騎士並の能力を持っている者が多く、優秀なヘッドライナーを輩出している）。この様に存在自体が貴重で世襲が不可能であるため、騎士の身分は貴族より上に置かれている。
騎士の超人的能力は、生まれながらに有しているものではなく、成長過程で起こる「騎士代謝」と呼ばれる生理現象によって、身体が作り変えられることで獲得されるものである。騎士代謝は、一般的に幼少期に起こるものであるが、ミッション・ルース（ボード・ヴュラード）のように、稀に成人後に起こる例も知られており、この場合には変態時の身体的負担がより大きくなるために死亡する確率（ルースによれば生存率は30％）が高い。このような形で発現するため、騎士の力と肉体の強度がアンバランスになる傾向が見られる。超帝国時代の騎士やマキシのような“純血の騎士”は非常に柔軟かつ強靭な肉体を持っており、単純な騎士の打撃や跳ね飛ばされて壁や車両などの物体に衝突したレベルなら耐えることができる。
またファティマの製造技術を応用した有機合成による四肢再生技術においても、完全な回復には一般人より時間がかかる（騎士能力の完全な回復には数年を要する）。このため、騎士は普段から身体の各パーツを複製しておき、戦闘による損傷時はそれを移植する事で早期回復を図る事が多い。
騎士が銃ではなく剣を武器として使うのは、その身体能力に起因する。時速数百キロ以上で走り、瞬間的には衝撃波を起こして疾走し、巨大なコンクリートを素手で破壊し、レーザーさえ目視による回避、複数からの同時射撃さえ一度に打ち払える四肢の可動速度で動く騎士にとって、点の攻撃である銃よりも線の攻撃である剣を用いた接近戦で目標を一刀両断にするのが最も能力を生かせる戦術となるのである。

### ファティマと騎士
星団歴2200年、凍結されていた「最後の純血の騎士」ナッカンドラ・スバースが覚醒し、各国を放浪。その際リチウム・バランスに遺伝子情報を提供し、ファティマを生み出す基となった。

### ダイバーと騎士
星団にはもう一種の戦闘人種としてダイバー（魔導士）が存在するが、騎士と直接対決した場合は反応速度の速さでまず間違いなく騎士が勝つのと、モーターヘッドのコクピットは完全シールドによりダイバーパワーも通用しないため、ダイバーはもっぱら裏舞台での諜報・暗殺などを担当する。また少数ながら騎士とダイバーの両方の力を持つバイアと呼ばれる者も存在する（ダグラス・カイエン、サリオン他）。

### 神経反応減退症
騎士遺伝子の反作用とでも言うべき症例。少なくとも真っ当な方法での治療法は成立していない。高度な医療技術を介すれば若干の延命は可能である。
初期の症状は一時的に身体の一部が動かなくなる程度だが、徐々に神経伝達が行われなくなり死に至る。騎士の血が広まった星団暦の時代ではすべての人間に発症の可能性がある（100年に一例程度）。騎士に発症した場合、騎士の力を使うほど進行が早まる。
アマテラスの言によると「ある目的のためにもたらされたタイマー」であり、長い時を掛けて「もう一つの寿命」を呼び起こすものだという。

## 社会における騎士
MH→GTMを駆り戦場にて戦うことを生業とする。彼らが出陣すれば通常の軍隊はおよそ役に立たないため、騎士同士の戦いで戦場の勝敗が左右される「戦の全権代理人（イアン・ケーニヒの弁）」である。それ故に彼らには多くの特権と制限が付与される。
騎士はその超人的な身体能力故に、一般人から尊敬される一方で妬みや羨望、恐怖の対象となっている。また「星団法」により、如何なる理由があろうとも職務に無関係な形での一般人への暴行は重罪と見做されるなど、人権を制限されている。これらの制限は騎士の能力が発現していれば年齢などに関わらず適用され、例えば幼少の頃であっても周囲からのいじめに対して暴力をもって仕返しをすることは決して許されない。貴族や有力者の家系であってもこれらの制限を免れないが（ただし支配者階層となると違反行為をもみ消すこともある）、前述のいじめの様に星団法を盾に悪質なハラスメント行為を行う例も多く、判断は難しい一面もある。ただし、これは「戦闘時の職務遂行」や「正当防衛」などを否定するものではない。なにしろそこまで規制すれば「騎士相手には一般人を向ければ良い」ということになってしまう。例えば一巻ではログナーが忠告を無視して歯向かった一般兵を全滅させたり、コーラスIII世が逃亡中のクローソーを攫おうと銃器を向けたチンピラ達を斬り捨てたりしているが、これらにはなんら法的な問題はない。殺されたくなければ銃器を捨てて一目散に逃げればよいだけで、殲滅命令等のよほどの事情がない限り騎士が一般戦闘員を好き好んで殺害することはない。
騎士である以上は、成人後は強ければ政府機関（国軍や国家騎士団を含む）や傭兵騎士団に所属するか、弱くても「騎士警察官」や警備員の様な仕事に就かなければならず、（裏稼業に従事しない限り）実質上「職業選択の自由」は存在しない。但し騎士としての本分を果たした上での他の職業との兼業は多く見受けられる。主な兼業職としては元々支配階級から多く輩出される為か政治家や領地経営者が多く見られる。他、法律家、科学者（マイト、マイスター含む）、財団・会社経営者、刀匠、居酒屋店主など。また騎士は「プロスポーツ選手」にはなれない。騎士が一般人に混じってスポーツをするのは、人間の100メートル競走にチーターが参加したり、人間の綱引きにゾウが参加したり、人間の競泳自由形にイルカが参加したりする様な物で、まるで勝負にならないからである。極めて珍しい例として王宮や王族クラスの私邸などでメイドや執事などの「使用人」を騎士が務めていることもある。彼らは警護役を兼ねるため、おおよそが精鋭とみて間違いない。
なお、騎士本人が未成年の間は一般人と同様に学校教育を受けることができる。ただし、初等教育では騎士も一般人も分け隔てなく教育を受けている模様である。中等部以降ではその特殊な立場や必要とする教育からたとえ望んだとしても普通の学校にはなかなか入学を許されず、フィルモア帝国の帝国近衛兵学校のような国立の兵学校や騎士学校、あるいはA.K.Dのグリース王国内宮学校のような「騎士科」が存在する教育機関へ進学するケースがほとんどとなる。すでにこの時点で国家騎士団に属している騎士の場合、通常の軍事関連の授業は免除される。一方で軍においては最低でも佐官待遇となるため、士官教育が必修となる。
騎士に最も求められるものはMH→GTMを駆る「ヘッドライナー」としての活躍であるが、そのためにはファティマの存在が欠かせない。しかしながら、「マスターの選択」はファティマに許された数少ない権利の一つであり、弱い騎士ではファティマには選ばれないことがある。ファティマがいなければMH→GTMの操縦はできず、したがってファティマを持たない騎士は一般市民からは「半騎士」と呼ばれて侮蔑され、国家騎士が得ている高額の俸給や生活維持費の国家負担といった特権は得られないにもかかわらず騎士の制限はきっちり受けるという極めて不当な立場に置かれがちである。その傍で女性騎士を中心にファティマに対して嫌悪感を持っている騎士も少なからずおり、彼らは人間的外観を持たないエトラムル・ファティマを所有することを選ぶか、もしくは社会的特権と引き換えにファティマを必要としない忍者・スパイといった職業を選ぶことになる。
騎士として働いた場合の報酬もピンキリだが、国家・傭兵問わず騎士団入りした場合は契約金と年俸、各種手当が付く。フリーの騎士になると実力と実績でさらに変わる。カイエンは基本日割りで、最低でも1日1万フェザー（500万円）以上で、エース級の騎士だと戦闘に及べば最低でも50万フェザー（2億5000万円）の報酬が発生する。一般人と比べれば高額だが、ファティマやMH / GTMの維持費を考えれば当然である。
名声を上げるためには、国家騎士団などに所属し出世するのが近道であるが、デコース・ワイズメルの言葉を借りれば「能力があったとしても従順な騎士を選ぶ騎士団が少なくない」ため、そのあたりの世知に長けていない限り、裸一貫からの出世の道は険しい。一方で貴族や高名な騎士の家系に生まれた騎士達は武功を立てる事が強く期待される。高い地位に就いたり領民を治めるには家の名声に引き合うだけの「力」を示すことが必須であるからである。また、騎士には戦争において「一騎討ち」が優先される、自分の名誉を守るなど独特の権利である「騎士権」が星団法において認められている。

## 騎士の称号
星団には特定の騎士に与えられる称号が存在する。「ハイランダー」のように特定の国家が所属する騎士に与えるもの、「天位」のように特定の人物が騎士一般に与えるもの、「黒騎士」のように特定のファティマ・モーターヘッドと結びついたもの、「シルバーナイト」のような世間に認められた自然発生的呼称などがある。

### 天位と剣聖
代表的な称号としては「天位」と「剣聖」がある。天位は相対的なものだが、剣聖は絶対的なものである。剣聖は騎士として最も優れた者に与えられ、天位の中でもより優れた者には、各時代一人ずつ強天位（ごうてんい）と小天位という称号が与えられる。
バキン・ラカン聖帝は、初代聖帝アロコマタ・ルリエ以来騎士の技量を見抜く能力があるとされ、聖帝のみ（剣聖の位はアトール皇帝→詩女も含む）「小天位」「強天位」「剣聖」位を授与する権利を有する。
騎士は様々な剣技を使うが、その難易度により各称号相当のランク付けがあり、剣聖剣技・天位剣技がある（中には「ミラー」の様に、ダイバーパワーも同時に持ち合わせていなければ使えない技も存在する）。また肉体での戦闘に限らず、これらをMH騎乗時に応用してMH剣技として使う者もいる。

#### 剣聖（フレール・デ・イペル・シュバリエ）
その時代で最も優れた技能を持つ者に与えられる称号。基本的に騎士の力を見抜く能力があるバキン・ラカン聖帝、もしくはアトール皇帝（「アトールの巫女」とも呼ばれる）のみに称号授与の権限がある。他の称号を持つ者と比較して技能に明確な差がある。原則として空位はなく、剣聖の死亡あるいは行方不明、また引退などにより空位になった場合には、星団の有力者らにより次の剣聖の選出が行われる。強天位を持つ者が剣聖として選ばれる可能性もあり、適格者不在の場合は剣聖の称号を返上した者が再度剣聖に就く場合もある。
また、必ずしも一部の最強騎士まで対象だったわけでもなく、超常の剣技を有するF.U.ログナーやメル・リンス、純血の騎士以外の超帝国時代から生き長らえている強力な騎士（シオの門番など）らが選ばれたことはない。
現在（第6話）は剣聖カイエン死亡直後のため一時的に空位。AD世紀の時期にも同名の称号が存在していたが、最も強力な騎士という点が同様であるだけで、現在のものとの連続性は無いと思われる。現時点で発表されている剣聖は、その殆どが「純血の騎士」もしくはその数代以内の子孫である。例外に超帝國剣聖のリストア体であったハリコン・ネーデルノイドがいる。純血の騎士の力がいかに絶大なものであるかが垣間見えるともいえる。
歴代の剣聖は以下の通り。カッコ内は剣聖在位期間である。
初代ナッカンドラ・スバース（ネッド・スバース）(星団暦2310〜2460)…フェイツ公国騎士団長。AD世紀に作られた最後の「純血の騎士」。
2代目デューク・ビザンチン(2464〜2549)…西ハスハント（ハスハ連合共和国の前身の一つ）王子。後に国王。ナッカンドラの孫（長女ネリスの子）。弟子ハイアラキは従弟。
3代目ヘリデ・サヤステ(2550〜2610)…サヤステ公国（クバルカン法国の構成国の一つ）元首。デュークの子。ナッカンドラの曾孫。
4代目ハリコン・ネーデルノイド（ハリコン・メロディ）(2619〜2620)…コーラス王朝の分家・メロディ公家王子。「純血の騎士」の家系からではない剣聖だが、実態は超帝國剣聖ララファのリストア体。
5代目ディモス・ハイアラキ（ディモス・ルース）(2620〜2809)…バキン・ラカン帝国永世筆頭騎士。元レント（トラン連邦共和国の前身の一つ）王子。ナッカンドラの孫（次女アラドの子）、師ビザンチンは従兄、慧茄の伯父。
6代目ダグラス・カイエン（カイエン・バッシュ・カステポー）(2810〜2819)…ハスハ連合共和国AP騎士団総団長。アトール聖導王朝皇帝騎士（ネードル・シバレース）。AD世紀の剣聖アッサラム・スキーンズとイ・ヤーン・バッシュ・カステポー王女（二人とも純血の騎士）の子。
7代目ディモス・ハイアラキ(2819〜2892)
カイエンの行方不明により再着任。
8代目慧茄・ダイ・グ・フィルモア（慧茄・バスコ）(2899〜2970)…フィルモア帝国前々皇后。ナッカンドラの曾孫、ハイアラキの姪。
高齢のため離任。
9代目ダグラス・カイエン(2970〜3030)
再着任。
10代目マドラ・モイライ（ピッキング・ハリス）(3030?〜3075?)…バキン・ラカン人だがAP騎士団やミラージュ騎士団で活動。ナッカンドラの来孫（五代目）、デュークの玄孫、ヘリデの曾孫。
カイエンの戦死により剣聖預かり。実態は超帝国剣聖アルゴン・プロミネンスのリストア体。
11代目マキシマム・ハルトフォラス（蒔子・アイツ・フェイツ・バランス12世）(3075?〜3225?)…ミラージュ騎士。カイエンの子。
12代目ベルベット・ワイズメル(???〜???)…ミラージュ騎士。ナッカンドラの昆孫（六代目）、マドラの子。
不明ヴェイデリ・コーダンテ(???〜???)…天照家皇女ワスチャの子孫。
上記の他、『F.S.S. DESIGNS 2』では、レント王妃アラド・バスコ・スバース（ナッカンドラの次女・ハイアラキの母）に対しても剣聖の称号が与えられている。ただし同書のアラドに関する記述には矛盾する箇所もある。

#### 強天位（ごうてんい／メガマスター）
剣聖に次ぐ称号で、その称号は一時代に一人に限られる。天位を授ける権利を持つ。
魔導大戦時は、フィルモア帝国ブラウ・フィルモア女王の璃里（リリ）・ニーゼル。次代は、イオタ宇宙騎士団団長のジャコー・クォン・ハッシュの設定になっている。それ以前はフィルモア帝国ノイエ・シルチスのアビエン・疋棟斎（ヒートサイ）。

#### 小天位（しょうてんい／イボルマスター）
強天位に次ぐ称号で、その称号は一時代に一人に限られる。天位を与える権利を有する。
現在はバキンラカンのオルカオン・ハリスが所有する。

#### 天位
騎士として優れた技能を持った者へ与えられる称号。しかし明確な基準はなく、絶対的な強さを保証するものではない。称号を持つことは名誉だと考えられているが、存在を知られていない者や称号を希望しない者もおり、天位でなくても天位を超える能力を持つ者も数多く存在する。
天位のみバキン・ラカン聖帝やアトール皇帝だけでなく、天位よりも上位の称号（小天位、強天位、剣聖）の所有者（元所有者）からも与えられる（見届人並びに公的な書類を必要とするようである）。
クリスティン・Vとママドア・ユーゾッタがダクラス・カイエンにこっぴどくやられた後に天位をもらったことや、デプレッサー・ビートが父カイエンとの初対面の時、乱入者として認識したため母ヤーボの代わりにムグミカ女王を守ろうとした姿勢を買われて幼児でもあるにもかかわらず天位をもらったケースから察すると、功績ではなく将来性の高さでも授与されるようである。剣聖クラスまで成長できる見込みがあれば、今は（魔導大戦初期における）ワスチャ・コーダンテ並に弱くても問題がないため、ダイ・グ・フィルモア5世がクリスに語ったように天位持ちが初陣で戦死しても珍しいことではない。

### ナイトマスター
「リッター・トラッグレイヒャー」という勲章を持つ騎士への称号。詳細な条件や授与資格は不明であるが、GTM撃破数に加えて戦い方や騎士としての名声など、実質的に最高峰の騎士でなければ名乗ることは許されない。リッター・トラッグレイヒャーそのものを帯びてなくとも、MH→GTM（主に肩部）や着衣にリッター・トラッグレイヒャーをあしらった紋章を戴いているナイトマスターは少なくない。また静やラキシスのように、リッター・トラッグレイヒャーをアレンジしたと思われる飾りがついたスーツをまとうファティマもいる。性質上、ナイトマスターが天位以上の称号を合わせ持っていることも珍しくはない（ただし天位は戦闘経験がなくとも得られるため、天位騎士であってもリッター・トラッグレイヒャーを所持していない可能性は十分に有り得る）。劇中や設定画によれば少なくともアマテラス＝ソープ（K.O.G→マグナパレスに紋章）、コーラスIII世（ジュノーンに紋章）、ログナー（雷丸に紋章）、カイエン（シュペルターに紋章）、シャフト（騎士装束背面に紋章）、ハリコン・ネーデルノイド（エンゲージSR1に紋章）、慧茄（勲章を着用）、マドラ（勲章を着用）、ネイパー（オージェに紋章）、ネリス・バスコ（勲章を着用）、ビザンチン（騎士装束に紋章）、マキシ（暁姫に紋章）、ジャコー（彗王丸に紋章）、ユーパンドラ（パトラクシェ・ミラージュに紋章）、スバース（勲章を着用）がナイトマスターの称号を所持していると確認できる。

### 皇帝代理騎士（ハイランダー）
フィルモア帝国の皇帝代理騎士（および騎士であるフィルモア帝国皇帝）の称号。戦場でのフィルモア帝国皇帝の代理をつとめ、絶大な決定権を有する。サイレンのエボリューション・モデルであるVサイレン・ネプチューンまたはVサイレン・プロミネンスを駆る。ラント・フィルモア帝国時代からの縁でバキン・ラカン帝国聖帝が任命権を持つ。
現在はクリスティン・Vと、現皇帝エラニユース・ダイ・グ・フィルモア5世に資格が与えられている。

### 黒騎士
ファティマ・エストがマスターとして認め、MHバッシュ（バッシュ・ザ・ブラックナイト）を駆る者を黒騎士と呼ぶ。エストのマスターであっても、バッシュに乗らない場合は黒騎士とは呼ばれない。
初代ツーリー・パイドル
2代目ロードス・ドラクーン
3代目デコース・ワイズメル
4代目バンドライン・ゴール
5代目グラード・シドミアン

## 騎士の剣技
騎士にはその身体能力を生かした戦闘のため特別に考案され伝承されている技術が存在し、これを「剣技」と呼ぶ。

ショック・ブレード（仁王剣）
腕を超音速を遥かに超えて振るう事により発生した衝撃波を手首のひねりで調節して相手に叩きつける技。手刀の基本技とされる。
メイデン・ブレード（真空剣）
腕を超音速を遥かに超えて振り切る事で真空波を発生させる技。手刀の基本技とされる。
ソニック・ブレード（真空斬り）
メイデン･ブレードとショック･ブレードを組み合わせた最高ランクの騎士剣技。腕を超音速を遥かに超えて振るう事により衝撃波を巨大なストームウェーブに昇華させ、素手で離れた相手を倒す事ができる（一般の騎士でもスパイド（実剣）を振るえばただの衝撃波で数十ｍ先の科学技術の頂点を極めたジョーカー宇宙の戦車を破壊可能）。設定変更される以前の「強力」な騎士程度だった頃のカイエンが使用した際でも数十人を一薙ぎで切り刻み吹き飛ばした。応用として、両腕で同時に衝撃波を発生させる母ちゃんソード（ジャコー使用）、指先で相手を倒すストラト・ブレード(七音剣）（デコース使用）、MHを使って放つ浮島（ケーニヒ使用）などがある。
タイフォーン(スパイラル・ソニック・ブレード)
ソニック・ブレードの応用技で、竜巻状の衝撃波を発生させる。カイエンが剣聖としてクリスティンとユーゾッタを試す際に二発放っている。
ダムド・ストローク（連弾衝撃波）、コミニケイション・ブレイクダウン
ソニック・ブレードの応用技で、ストームウェーブをマシンガンのように３発放つ。ブラック３がフロートテンプルを襲った際にログナーが使用したほか、ルージョン市でヨーンと遭遇したマウザーが接近のための布石として、またベラ国攻防戦においてはツバンツヒがGTMバーガ・ハリから放っている。ショウメ争奪戦では人格融合直後のマドラが撃ち放ってサタン・ハイコマンダーを撃破している。
無手（むで）
フィルモア帝国のみに伝わる秘技。手首や指のスナップで衝撃波や真空波を発生させる。射程は短く効果範囲も狭いが、接近戦で繰り出すことができる。その名の通り素手で使用することが多い技だが、剣を以って使えば間合いは更に伸びる。
フラッシュニードル（光針剣）
同じくフィルモアの秘技。突き技で発生させるソニックブレードで動作が小さく躱し辛い特性がある。
ストラト・ブレード（七音剣）
腰と膝の屈伸を用いたすり足の歩法で高速蛇行して接近し、他の打ち込みや鍔迫り合いをフェイントとしつつ、手刀あるいは指の動きだけで放つ至近距離からのソニックブレード。デコースの得意技であるが、後にニーゼル女王の手ほどきを受けることでヨーンもマスターしている。
ロングスライド・スタンス（伸侵剣）
接近戦用の技。肩やひじを使って間合いを測らせないようにする技術。デコースが二刀を使う際に左右の間合いを変えていたほか、ミラージュ入りしたヨーンの特訓時にブラフォードが解説した。
分身術
高速移動による残像により見かけ上複数に分離する。劇中ではファティマ・クーンやバーシャ(エスト)も使用している。攻撃に用いる場合、分身しての間合いと攻撃方向を見切らせないパラレル・アタック（分身攻撃）、ミラージュ騎士「パイソン」ことエイドリアン・タークが使った、打ち込みタイミングを見切らせないディレイ・アタック(残像攻撃）がある。
リング・スライサー(真空光輪)
指や手を回転させて形成し投げつける切断力の高い光輪。ラキシス、カイエン、慧茄らが使用。
飛燕剣
デューク・ビザンチンによって編み出された剣聖剣技のひとつ。剣を頭上に掲げる構えが特徴。
切りかかる方向を左右自在に切り替えられるようで、技を出した後では構えた時とは逆の手に剣を握っていることが多い。永野護は「ファイブスター物語版変位抜刀霞切り」と説明している。
ビザンチンの弟子ディモス・ハイアラキ、孫弟子ダグラス・カイエンの決め技として知られる他、劇中ではクローム・バランシェによりその体技をプログラムされていたファティマ・アトロポスも使用している。
レイダウン・ソード（塊陽剣、壊陽剣）
劇中未登場。ビザンチンが編み出した剣技。エストもクラーケンベールから技を修得している。また、扉絵の寸劇によればログナーもレイダウンソード・グランスラム（暗黒剣）なる技を修得しているようだが、まともにとりあってはならない。
ミラー
剣聖剣技のひとつ。次元反転分離攻撃。分身術とは異なり、完全な2体同時分離分身攻撃のため、分身技とは違い、一方は剣を振るい、もう一方はソニック・ブレードを放つといった具合にまったく別々な行動を取らせることが可能。ディモス・ハイアラキも未修得に終り、カイエンやサリオン等ダイバーパワーを併せ持つ者しか使えない事から、エイリアス（ダイバーパワーによる分離術）の亜種と考えられる。フロートテンプル内乱の際にラキシスも使用した。またメル・リンスはカイエン戦で多数の分身を同時形成している。
ブラインド･ブレード（無走剣）
剣聖剣技のひとつ。ものすごい速さの抜き打ちのショックウェーブで相手をスライスしてしまう。ブラフォードが使用。ログナー、デコースも多用する。
ダブル・ヘクサグラム
剣聖剣技のひとつ。12分身をしかけ、分身各一体に付き両手からリング・スライサー(真空光輪)を計24放つという大技。剣聖慧茄・ダイ・グ・フィルモアが編み出した技で、これだけの大技でありながら彼女は敵の足止めの為だけに放ったという。劇中ではミラージュ騎士「スパーク」ことピッキング・ハリスがデコース・ワイズメルに対して使用。また、慧茄が手を12分身させそれからリング・スライサーを放つという「不完全版」を使ったことがある。剣聖カイエンもマドラ・モイライ（＝スパーク）に対し使用したことがある（他の技との複合技。もっとも本人は「トリプル・ヘキサグラム」と自称、要するに36個のリング・スライサーを放っている？）。
ブレイクダウン・タイフォーン
剣聖剣技のひとつ。3体分身と同時にソニックブレードを放ち、ソニックブレードの後を追う形で突撃して攻撃する大技。使い手によってはMH戦で使用する事が可能である。剣聖ハリコン・メロディが編み出した技で、コーラス王家に伝承されてきた。劇中ではエストがデコースに対して使用している。暴風三王女やアルルの弟子であるマヨール・レーベンハイト、ディモス・ハイアラキ、ロードス・ドラクーン、デコース・ワイズメルなど使い手が比較的多い技である。なお、黒騎士のデコースが使った時はブラック・ストームと呼ばれる。元メロディ家の騎士カーリーもヨーンとの手合いで披露しており、その際に「この技は決め技では無く、あくまで次手に繋げるための見せ技」と語っている。
スピンドル・キャノン（貫通弾）
GTMの装甲をも穿つ剣技で、星団暦では失われた技。二発の螺旋状の衝撃波を放つ。ショウメ争奪戦でマドラがサタン・センチュリオに対して繰り出したが、あえなく防がれている。
プラズマ・フォール（紫電雨）
AD世紀の剣聖技。剣からエネルギー弾体を撃ち出す。片手のみで放てる技であり、分身や真空光輪と同時に併用できる。ショウメ争奪戦でマドラがハイコマンダーを一掃するために使用。
マキシマム・バスター・タイフォーン
剣聖剣技のひとつ。生身の騎士でもMHを破壊できる程の大技で、劇中ではファルク・U・ログナーがボスヤスフォートの創り出したMH級の怪物を倒すのに使用した。またカイエンがバランシェ邸に殴り込みを掛けた際、メル・リンスのミラーを暴こうとして使用している。M･B･Tと略されている。
強大な威力を持つが反面隙も大きく、カイエンはメル・リンスにこの技を撃ち込んだ後の隙を突かれ致命打を受けている。ショウメ争奪戦ではマドラがセンチュリオを殲滅する際に使用した。また、覚醒状態のラキシスは分身状態から素手でMBTを連射して、奇子化したアンカーを殲滅した。
母ちゃんキック・姉ちゃんキック
ミラージュ騎士イマラ・ロウト・ジャジャスが編み出した技。作中ではもっぱらギャグ要素の強い場面で用いられる。スカートを一瞬捲り、中身に相手が見とれている間に股間を蹴る。技の性質上、男性に対して絶大な威力を発揮する。2種類の名称があるが技の内容に差異はなく、単に使用する人物が子持ちであるか否かによる。劇中ではイマラとヘアード・グローバーが使用している。またアルル・フォルテシモもイマラから伝授されており（ヘアードはアルルに教わった）、それがどういうものか知らないはずの幼いデプレが恐れをなしていた。
開脚四手観音剣
「二刀残像剣（ダブル・ブラー）」とも呼ばれるが、アーリィ・ブラストが使用したものは巴から直伝された技。いわゆる「おっぴろげジャンプ」で襲いかかり、相手が股間に気を取られている隙に仕留める。劇中ではルージョン市郊外での戦闘でヨーンに対し放たれているが通用せず、ヨーンの容姿にときめいたことで、逆に羞恥心を刺激されてしまい精神的理由から敗北した。
真空投げ
手のひらを返す事で指1本ふれずして相手を投げる。剣聖慧茄が使用しオルカオン・ハリスを転ばした。
ボディソニック
全身を高速で震わせその振動波を全身から放出し、炎やプラズマを吹き飛ばす防御技。アイシャ、ログナーらが使用。
十文字霞切り
十字に相手を切り裂く。キンキーが無手(手刀)で使用。
カルバリィブレード（十字架手刀、蟷螂十文字斬）
剣聖剣技。同時に二発放たれたソニックブレードが十字に重なって追尾攻撃を行う。ミラー同様にダイバーパワーを必要とするため、慧茄では使うことができない。劇中ではメル・リンスがボスヤスフォートとカイエンを倒す際に使用している他、カイエンが幼いダイ・グとジークボゥを試すにあたって速度を落としたものを放っている。またデプレもマグダルと脳共鳴することにより限定的に使用することができる。
モーターブーム（烈破波）
MH剣技の一つで、MHの質量を剣に乗せて叩きつけるというもの。ナッカンドラ・スバースの編み出した技であり、またこの技を使用したことによりミッション・ルースはロータス・バルンガに素性を見破られている。
脈動上昇点での分身
アーレン・ブラフォードがアトロポスとのMH戦に使った分身技で、文脈から察するとエンジン出力を最大限にしたところでそのパワーを用いて分身を使用したという事らしい。脈動を利用しMHのパワーを瞬間的に大きく（恐らくはMHの本来想定される出力を超える力）引き上げる手法は、元はレディオス・ソープがブラフォードのファティマ京に伝授したもの。並の騎士では制御が非常に難しくなり、この状態から更に難度の高い動きを行うには高度な技量が必須であると思われる。地味ではあるが、レディオス・ソープが言うには、ログナーやカイエンクラスの騎士にしかできない技であり、ブラフォードが評価される要因の一つとなった。
残像ミラーの連弾衝撃波、十字架手刀、トリプルヘクサグラムのついでにMTBの本体ミラー48分身光速スカートまくり
カイエンがマドラ相手に使った。騎士の剣技に加えて剣聖技も加えたものだが、名前の通り「スカートまくりをするためだけ」に使用した。マドラか反応し対処（スカートを抑えた）したことでカイエンは防がれたと騒いでいたが、マドラの回想によるときっちり見られたとのこと。
なお、前述の通りMTBというのはM･B･Tの表記ミス。